# Peter Andersson (ishockeyspelare född 1965)
Peter Andersson, född 29 augusti 1965 i Örebro, är en svensk ishockeytränare och före detta professionell ishockeyspelare (back). Säsongen 2020/2021 var han huvudtränare i Brynäs IF.

## Biografi
Peter avslutade sin aktiva karriär 14 april 2005 i Malmö Redhawks men fortsatte som sportchef i föreningen fram till januari 2009, då han gick över till Örebro HK som spelande tränare. Från och med allsvenska säsongen 2009/2010 är han huvudtränare i Örebro HK.
Säsongen 2012/2013 blev Peter Anderssons sista som tränare i Örebro. Han blev även utsedd av Ishockeyjournalisternas Kamratförening till Årets coach i svensk hockey säsongen 2012/2013. Andersson erbjöds en roll som sportchef i Örebro, men tackade nej. Istället presenterades han i april 2013 som assisterande tränare i schweiziska HC Lugano. 24 mars 2020 presenterades Peter Andersson som ny huvudtränare för Brynäs IF. Kontraktet gäller till och med säsongen 2022/2023 
Peter Andersson har sönerna Rasmus Andersson (signad till Calgary Flames i NHL) och Calle Andersson (signad till New York Rangers i NHL) som bägge två är aktiva ishockeyspelare.

## Meriter
- SM-guld 1986, 1988, 1992
- 104 matcher i Tre Kronor
- VM-brons 2001, 1994
- VM-silver 1993
- Årets coach i svensk hockey säsongen 2012/2013

## Klubbar som spelare
- MIF Redhawks (2001/2002–2004/2005)
- HC Lugano (1997/1998–2000/2001)
- HC Bolzano (1996/1997)
- Düsseldorfer EG (1995/1996–1996/1997)
- Malmö IF (1994/1995–1995/1996)
- Florida Panthers (1993/1994)
- New York Rangers (1992/1993–1993/1994)
- Binghamton Rangers (1992/1993)
- Malmö IF (1989/1990–1991/1992)
- Färjestads BK (1983/1984–1988/1989)
- Örebro IK (1982/1983)

## Klubbar som tränare
- Örebro HK (2009/2010–2012/2013) Head Coach
- HC Lugano (2013/2014–2015/2016) Asst. Coach
- Malmö Redhawks (2016/2017-2019/2020) Head Coach
- Brynäs IF (2020/2021-2020/2021) Head Coach